# نك بريليك
نك بريليك (بالسلوفاكية: Nik Prelec)‏ (من مواليد 10 يونيو 2001) هو لاعب كرة قدم سلوفيني يلعب كمهاجم لنادي تيرول النمساوي.